# تاريخ بوليفيا (1982-الآن)
بدأ تاريخ بوليفيا عام 1982 باستعادة الديمقراطية بعد حكم المجلس العسكري لقادة القوات المسلحة في نفس العام. تشغل جانين آنييز حاليًا منصب الرئيس المؤقت للبلاد. سُنّت تشريعات ودستور جديد عام 2009، وتضاعف عدد سكان بوليفيا تقريبًا خلال هذه الفترة، إذ ارتفع من 5 ملايين نسمة في عام 1980 إلى 10 ملايين نسمة في عام 2012.

## هيرنان سيلز زوازو (1982-1985)
تولى الرئيس السابق هيرنان سيلز زوازو رئاسة بوليفيا في 10 أكتوبر 1982، عقب إضراب عام كاد يتسبب في نشوب حرب أهلية في البلد. أدت الأجواء الاجتماعية المتوترة والمشحونة، والتي تفاقمت بسبب سوء الإدارة الاقتصادية وضعف القيادة إلى إجبار سيلو زوازو على الدعوة إلى انتخابات مبكرة والتخلي عن السلطة قبل عام من انتهاء ولايته الدستورية.

## فيكتور باز إستينسورو (1985-1989)
في انتخابات عام 1985، فاز أمين حزب العمل الديمقراطي الوطني (الحاكم السابق) هوغو بانزر سواريز بأغلبية الأصوات الشعبية، يليه ممثل الحركة القومية الثورية والرئيس السابق فيكتور باز إستينسورو، يليهم نائب الرئيس السابق جيمي باز زامورا من حركة اليسار الثوري. ولكن في الجولة الثانية من التصويت من جانب الكونغرس، انحازت حركة اليسار الثوري إلى جانب الحركة القومية الثورية، واختير باز إستينسورو لفترة رئاسية رابعة.
واجه إستينسورو أزمة اقتصادية كبيرة عندما تولى منصبه عام 1985، وظل الناتج الاقتصادي والصادرات في انخفاض لعدة سنوات. بلغ المعدل السنوي للتضخم المفرط 24٪، وانتشرت الاضطرابات الاجتماعية، والإضرابات المزمنة، والاتجار غير المشروع بالمخدرات على نطاق كبير. لكن إدارة باز إستينسورو تغلبت على كل ذلك وحققت الاستقرار الاقتصادي والاجتماعي في غضون 4 سنوات. ظل الجيش بعيدًا عن السياسة، والتزمت جميع الأحزاب السياسية بالشرعية والديمقراطية. لم تشكل انتهاكات حقوق الإنسان، التي شوهت سمعة بعض الحكومات السابقة في نفس العقد، مشكلة لحكومة باز. ولكن الإنجازات الرائعة للحكومة لم تكن لتتحقق دون تضحية، إذ أجبر انهيار أسعار القصدير في أكتوبر 1985، عندما كانت الحكومة تعيد تأكيد سيطرتها على مؤسسة التعدين الحكومية المدارة بشكل كارثي، الحكومة على ى تسريح أكثر من 20 ألف عاملًا.
أصدرت بوليفيا القانون رقم 1008 الذي مكنها من إبادة كل محاصيل نبتة الكوكا، بعد ضغوطات من الولايات المتحدة للسيطرة على إنتاجها.

## جيمي باز زامورا (1989-1993)
في انتخابات عام 1989، وافق جيمي باز زامورا على وفاق وطني بين حزبه حركة اليسار الثوري، وخصمهم السابق الجنرال هوغو بانزر من حزب العمل الديمقراطي الوطني. تولى باز زامورا الرئاسة، وتولت حركة اليسار الثوري نصف الوزارات، في حين تولى حزب بانزر المجلس السياسي الوطني والوزارات المتبقية. وُعِدَ بانزر بالرئاسة إذا نجحوا في الانتخابات التالية.
بعد يومين من توليها السلطة، نفذت الحكومة المرسوم الأعلى 21060 (الذي تلاه قانون رقم 21660)، المعروف باسم «السياسة الاقتصادية الجديدة»، والذي تضمن إصلاحات لتحقيق الاستقرار النقدي والمالي، وتوحيد نظام سعر الصرف، والإصلاح الضريبي، وتحرير التجارة، وتجميد الأجور. دُعمت هذه الإجراءات بتسهيلات ائتمانية من البنك الدولي وصندوق النقد الدولي.
كان باز زامورا رئيسًا معتدلًا ينتمي إلى يسار الوسط، سادت براغميته السياسية في المنصب على أصوله الماركسية. بعد أن لاحظ التضخم المفرط المدمر لإدارة سيلز زوازو، واصل الإصلاحات الاقتصادية الليبرالية الجديدة التي بدأها باز إستينسورو، وقنن بعضها. اتخذ الرئيس موقفًا متشددًا إلى حد ما من الإرهاب الداخلي، إذ أمر شخصيًا في ديسمبر 1990 بالهجوم على إرهابيين في منظمة نيستور باز زامورا، التي كان قد سميت باسم شقيقه.